# Humboldt-Gymnasium (Berlin-Tegel)
Das Humboldt-Gymnasium ist ein Gymnasium im Berliner Ortsteil Tegel des Bezirks Reinickendorf. Die Schule wurde 1903 als Realschule gegründet und dann schrittweise zum Gymnasium ausgebaut.

## Geschichte
Die 1903 gegründete Schule war zunächst in der ehemaligen Schöneberger Straße (heute: Medebacher Weg), nahe dem Dorfanger von Tegel beheimatet. Sie wurde in den folgenden Jahren zur Oberrealschule ausgebaut und 1908 nach den Brüdern Alexander und Wilhelm von Humboldt benannt.
Das 1910 bis 1911 nach Plänen von Karl Fischer erbaute Schulgebäude an der Hatzfeldtallee (ehemals: Graf-Roedern-Korso) steht unter Denkmalschutz, dazu existieren noch drei weitere bauliche Erweiterungen.

## Besonderheiten
Als zweite Fremdsprache wird im Humboldt-Gymnasium grundsätzlich Latein gelehrt – im Gegensatz zu den meisten anderen Berliner Schulen. Als dritte Fremdsprache werden Französisch oder Chinesisch angeboten. In Klassenstufe 8 kann man zwischen den beiden als Wahlpflichtfächern angebotenen dritten Fremdsprachen sowie dem Fach Technik und Natur, einer interdisziplinären Kombination der naturwissenschaftlichen Fächer mit Informatik, wählen.
In der Sekundarstufe II wird neben Wirtschaftslehre auch in größerem Maßstab das Fach Philosophie angeboten.
Für besonders begabte Schüler gibt es an der Humboldt-Oberschule drei Klassenzüge, die in der 5. Klasse starten (Hochbegabtenförderung). Diese Schnelllernerklassen legen ihr Abitur ebenfalls nach zwölf Jahren ab und haben zudem konzentrierteren Unterricht in einzelnen Fächern sowie interessenorientierte Projektarbeit.
Der Förderverein der Schule, der Verein der Freunde der Humboldt-Oberschule Tegel (VdFHT), wurde am 1. April 1959 gegründet und beging 2009 sein 50. Jubiläum. Mit seiner Unterstützung erscheint mehrmals jährlich die Schulzeitung „Humboldt“. Außerdem vergibt dieser jedes Jahr um Ostern einen Preis an herausragende Schüler, die sich mit ihrem Engagement um das Wohl der Schule verdient gemacht haben, mit dem „Wölkerling-Preis“ geehrt. Dieser geht zurück auf Studienrat Erich Wölkerling, welcher der Schule testamentarisch einen Teil seines Vermögens mit diesem Ziel vermacht hatte.
Zusätzlich zum regulären Unterricht gibt es an der Schule verschiedene Angebote, um das politische Engagement der Schüler zu fördern. So findet einmal pro Schuljahr eine Gedenkstättenfahrt zum Konzentrationslager Auschwitz statt. Außerdem gibt es seit Anfang 2009 eine AG „Humboldt ohne Rassismus“, die regelmäßig Veranstaltungen wie Vorträge, besonders zum Thema Rechtsextremismus organisiert.
Gleichzeitig arbeitet die „Politik-AG/Eine-Welt-AG“ mit dem Entwicklungspolitisches Bildungs- und Informationszentrum e. V. zusammen und verkauft regelmäßig an der Schule fair gehandelte Produkte. Aus dem Erlös dieses und weiterer Projekte wurde unter anderem der Bau einer Schule in Sambia finanziert.
Seit 2003 gibt es die unabhängige, gänzlich ohne Lehrerhilfe betriebene und außerhalb des Verantwortungsbereichs der Schule erscheinende Schülerzeitung Denk-mal!, die kostenlos verteilt wird. Bis zu ihrem fünften Jubiläum im Herbst 2008 waren 26 Ausgaben erschienen.

## Partnerschaften
Die Schule pflegt Kontakte ins Ausland, um für ihre Schüler internationale Projekte anbieten zu können. Es gibt eine Reihe von Partnerschulen weltweit, so pflegt das Humboldt-Gymnasium seit 2002 eine Partnerschaft mit einer Pekinger Oberschule. Mit dieser Schule findet auch seit einigen Jahren ein sehr beständiger Austausch nach China statt, bei dem Schüler des Wahlpflichtfaches Chinesisch zwei Wochen einen chinesischen Schüler bei sich aufnehmen und im Gegenzug zwei Wochen nach Peking reisen und dort bei einer chinesischen Gastfamilie leben können. Außerdem gab es Austauschprogramme mit Sambia, Polen, Estland und anderen Ländern. Im Rahmen der Festwoche zum 100-jährigen Bestehen der Schule im Jahr 2003 fand am Humboldt-Gymnasium ein International Student Congress on Science in School (deutsch: Internationaler Schülerkongress in den naturwissenschaftlichen Fächern) mit Teilnehmern aus verschiedenen Nationen statt, z. B. aus Kanada, Kasachstan und Italien.

## Erweiterungen
Es existieren zwei Erweiterungen der Schule: Der auf den Fundamenten des alten Schulbunkers in der Mitte des Schulhofs errichtete Pavillon, der 1997 eingeweiht wurde. Außerdem gibt es seit dem Schuljahr 2006/2007 das „Grüne Haus“ an der Ecke Ziekowstraße/Wilhelm-Blume-Allee, in dem vorher das Jugendgästehaus Tegel untergebracht war. Das gesamte Gebäude wurde einschließlich der Kantine im ersten Geschoss zu Unterrichtsräumen umgebaut und in den Betrieb der Humboldt-Oberschule integriert.